# Eurytoma ghazvini
Eurytoma ghazvini is een vliesvleugelig insect uit de familie Eurytomidae. De wetenschappelijke naam is voor het eerst geldig gepubliceerd in 2004 door Zerova.